# Chrysocraspeda dinawa
Chrysocraspeda dinawa là một loài bướm đêm trong họ Geometridae.